# Morsbach (Urft)
Der Morsbach ist ein rechter Zufluss der Urft auf der Gemarkung der Gemeinde Schleiden im Kreis Euskirchen im Land Nordrhein-Westfalen.

## Geographie

### Verlauf
Der Morsbach entspringt nordwestlich des namensgebenden Ortsteils auf etwa 490 m und verläuft in nördlicher Richtung. Dort durchquert er das Naturschutzgebiet Morsbachtal westlich Morsbach und verläuft in nordnordöstlicher Richtung durch ein Waldgebiet und mündet schließlich in den Urftstausee.

### Einzugsgebiet
Das 2,06 km² große Einzugsgebiet des Morsbachs liegt in der Nordeifel und wird über Urft, Rur, Maas und Hollands Diep in die Nordsee entwässert.
Es grenzt
- im Südosten an das des Urftzuflusses Laßbach
- im Süden an das des Olefzuflusses Höddelbach
- im Südwesten an das des Helingsbachs, der ein Sauerbachzufluss ist und dann das des Sauerbachs selbst, der über die Erkensruhr in die Rur entwässert
- und im Westen an das des Bachs vom Walberhof, der nördlich des Morsbachs in den Stausee mündet.

Sein Tal ist ab dem Mittellauf zum größten Teil bewaldet, ansonsten dominieren landwirtschaftlich genutzte Flächen. Im Südosten des Einzugsgebietes des Morsbachs liegt der südwestliche Teil des gleichnamigen Dorfs.